# Ulothrix flacca
Espèce
Ulothrix flacca est une espèce d'algues vertes marines filamenteuses cosmopolites de la famille des Ulotrichaceae.

## Description
Les filaments d'Ulothrix flacca sont formés d'une file unique de cellules souvent plus larges que longues et sont fixés au substrat par une cellule basale particulière. Ces thalles unisériés  sont d'un vert brillant soutenu et peuvent mesurer quelques centimètres de longueur pour une largeur de quelques dizaines de micromètres. Les cellules en phase végétative possèdent chacune un seul noyau et un seul chloroplaste.

## Écologie
Ulothrix flacca se développe principalement dans l'étage littoral et peut tapisser très largement les rochers ainsi colonisés.

## Cycle de vie
Le plus souvent, les filaments observés dans la nature sont des gamétophytes. Divers cycles de vie ont été observés chez cette espèce : des cycles sexués hétéromorphes avec alternance d'une génération diploïde unicellulaire de type Codiolum, des cycles sexués isomorphes avec alternance d'un sporophyte de même allure filamenteuse que le gamétophyte, des cycles parthénogénétiques ou végétatifs.